# Антоненко, Олег Владимирович
Оле́г Влади́мирович Антоненко (бел. Алег Уладзіміравіч Антоненка; 1 июля 1971, Минск, СССР) — белорусский хоккеист, нападающий. Заслуженный мастер спорта Республики Беларусь. В 2015 году был назначен ассистентом главного тренера сборной Беларуси.

## Биография
Воспитанник минской хоккейной школы «Юность».
Участник трёх Олимпиад: в Нагано, Солт-Лейк-Сити и Ванкувере; чемпионатов мира 1994 в группе С, 1997 в группе B, 1998, 1999, 2001, 2002 в первом дивизионе, 2004 в первом дивизионе, 2006, 2007, 2008 и 2009 годов в составе сборной Беларуси.
За сборную Беларуси выступал с 1993 года. По состоянию на 10 февраля 2010 года провел 145 матчей, набрал 101 (51+50) бомбардирский балл, получил 105 минут штрафа.
20 апреля 2011 объявил о завершении карьеры.
Позже — тренер сборной Беларуси по хоккею. В 2013, 2014 году организовал ежегодные международные юношеские турниры на призы Олега Антоненко.

## Достижения
- Чемпион СССР среди молодёжи (1990).
- Чемпион России (1998).
- Лучший снайпер чемпионата России (1998).
- Чемпион Беларуси (1993, 1994, 1995, 2007).
- Серебряный призёр чемпионата Белоруссии (2006).
- Обладатель Кубка Беларуси (2006).
- Лучший хоккеист Беларуси 2007.
- Участник матча звёзд КХЛ 2009.

На церемонии открытия XXI зимних Олимпийских игр в Ванкувере Олег Антоненко являлся знаменосцем сборной Беларуси.

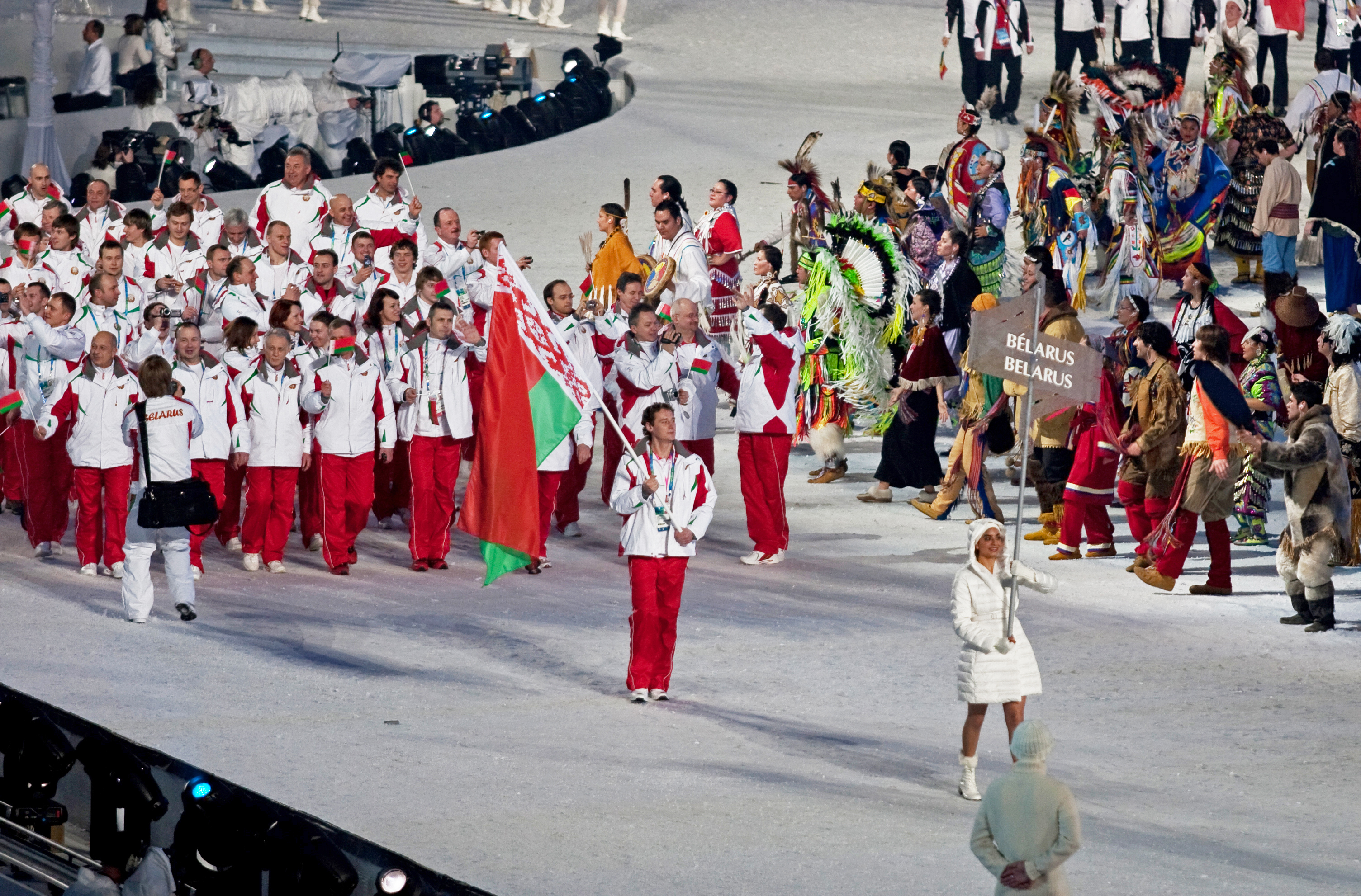
Олег Антоненко во главе белорусской делегации на церемонии открытия Игр XXI Олимпиады